# Россошанка (Севастополь)
Россоша́нка (до 1945 года Саватка; укр. Розсошанка, крымскотат. Savatka, Саватка) — село в Балаклавском районе города федерального значения Севастополя, входит в Орлиновский муниципальный округ (согласно административно-территориальному делению Украины — Орлиновского сельсовета Севастопольского горсовета).

## География
Село расположено на востоке Байдарской долины, в её равнинной части, у подножия Главной гряды Крымских гор, высота центра села над уровнем моря 292 м. Через село проходит автодорога 67Н-5 Родниковое — Передовое (по украинской классификации — Т-2712), соседние сёла: Новобобровское в 1,8 км на север и Родниковое в 1,5 км южнее.

## Население
1. Н/Д[12]

Численность населения по данным переписи населения по состоянию на 14 октября 2014 года составила 129 человек, по данным сельсовета на 2012 год — 119 человек. Площадь села — 0,37 км².
Динамика численности
| - 1805 год — 53 чел. - 1864 год — 36 чел. - 1886 год — 134 чел. - 1889 год — 262 чел. - 1892 год — 106 чел. - 1902 год — 159 чел. - 1915 год — 317/144 чел. - 1925 год — 373 чел. - 1926 год — 487 чел. - 1939 год — 392 чел. | - 1944 год — 495 чел. - 1953 год — 167 чел. - 1954 год — 185 чел. - 1989 год — 82 чел. - 1998 год — 168 чел. - 2001 год — 134 чел. - 2009 год — 117 чел. - 2011 год — 168 чел. - 2012 год — 119 чел. - 2014 год — 129 чел. |

## История
Саватка — одна из главных загадок крымской топорнимики — такая форма ойконима не имеет соответствия ни в одном из известных языков. Время возникновения поселения также не установлено — видимо, как и у соседних это III—IV век — эпоха оседания в долине захвативших Крым готов и аланов, смешивавшихся с местным населением. В более позднее время, в XIII—XIV веках, селение входило сначала в зону влияния, а затем и в состав христианского княжества Дори — Феодоро. Существует версия, что селение, в XIII—XV веках, входило в вотчину владетеля феодального замка, известного в литературе под именем Исарчик (Сарджик), находившегося на мысе Биюк-Кармызы на южной стороне Чернореченского каньона.
После захвата княжества в 1475 году Османами селение включили в состав Мангупского кадылыка санджака Кефе (до 1558 года, в 1558—1774 годах — эялета) империи. Упоминается в материалах переписей Кефинского санджака 1520 года, как селение Саватика, относящееся к Мангупу, с 17 немусульманскими семьями, из которых 3 — потерявшие мужчину-кормильца. В 1542 году в Саватике 14 христианских семей (1 «овдовевшая») и 4 взрослых холостых мужчин. С XVII века в этих краях начинает распространяться ислам и уже в Джизйе дефтера Лива-и Кефе (Османских налоговых ведомостях) 1652 года, где перечислены христиане-налогоплательщики Кефинского эялета, селение не значится. По налоговым ведомостям 1634 года из селения недавно выселились в Керменчик 3 последние христианские семьи. Документальное упоминание селения встречается в «Османском реестре земельных владений Южного Крыма 1680-х годов», согласно которому в 1686 году (1097 год хиджры) Саватка входил в Мангупский кадылык эялета Кефе. Всего упомянуто 42 землевладельца, все мусульмане, владевших 1294,5 дёнюмами земли. После обретения ханством независимости по Кючук-Кайнарджийскому мирному договору 1774 года «повелительным актом» Шагин-Гирея 1775 года селение было включено в Крымское ханство в состав Бакчи-сарайского каймаканства Мангупскаго кадылыка, что зафиксировано и в Камеральном Описании Крыма… 1784 года.
После присоединения Крыма к России (8) 19 апреля 1783 года, (8) 19 февраля 1784 года, именным указом Екатерины II сенату, на территории бывшего Крымского Ханства была образована Таврическая область и деревня была приписана к Симферопольскому уезду. Перед Русско-турецкой войной 1787—1791 годов производилось выселение крымских татар из прибрежных селений во внутренние районы полуострова, в ходе которого в Саватку было переселено 45 человек. В конце войны, 14 августа 1791 года всем было разрешено вернуться на место прежнего жительства. После Павловских реформ, с 1796 по 1802 год, входила в Акмечетский уезд Новороссийской губернии. По новому административному делению, после создания 8 (20) октября 1802 года Таврической губернии, Саватка была включена в состав Махульдурской волости Симферопольского уезда.
По Ведомости о всех селениях в Симферопольском уезде состоящих с показанием в которой волости сколько числом дворов и душ… от 9 октября 1805 года, в деревне Саватка числилось 13 дворов и 53 жителя, исключительно крымских татар. На военно-топографической карте генерал-майора Мухина 1817 года деревня Саватка обозначена с 11 дворами. После реформы волостного деления 1829 года Саватку, согласно «Ведомости о казённых волостях Таврической губернии 1829 года», отнесли к Байдарской волости.
Именным указом Николая I от 23 марта(по старому стилю) 1838 года, 15 апреля был образован новый Ялтинский уезд и деревню передали в состав Байдарской волости Ялтинского уезда. На карте 1836 года в деревне 41 двор, как и на карте 1842 года.
В 1860-х годах, после земской реформы Александра II, деревня осталась в составе преобразованной Байдарской волости. Согласно «Списку населённых мест Таврической губернии по сведениям 1864 года», составленному по результатам VIII ревизии 1864 года, Саватка — казённая татарская деревня с 7 дворами, 36 жителями и мечетью при колодцах. На трёхверстовой карте Шуберта 1865—1876 года в деревне Саканека обозначено 12 дворов. На 1886 год в деревне Сурташ, согласно справочнику «Волости и важнѣйшія селенія Европейской Россіи», проживало 134 человека в 20 домохозяйствах, действовала мечеть. По «Памятной книге Таврической губернии 1889 года», по результатам Х ревизии 1887 года, в деревне Саватка числилось 49 дворов и 262 жителя. На верстовой карте 1889—1890 года в деревне Саватка обозначено 44 двора с татарским населением.
После земской реформы 1890 года деревня осталась в составе преобразованной Байдарской волости. По «Памятной книге Таврической губернии 1892 года», в деревне Саватка, входившей в Саватское сельское общество, числилось 106 жителей в 16 домохозяйствах, владевших на правах личной собственности 356 десятинами земли. «Ведомостях о татарских мектебе и медресе, находящихся в Ялтинском уезде», за 1892 год упоминается мектебе деревни Саватка. По «…Памятной книжке Таврической губернии на 1902 год» в деревне Саватка, входившей в Саватское сельское общество, числилось 159 жителей в 21 домохозяйстве. По Статистическому справочнику Таврической губернии. Ч.II-я. Статистический очерк, выпуск восьмой Ялтинский уезд, 1915 год, в деревне Саватка Байдарской волости Ялтинского уезда, числилось 140 дворов (103 дворов с землёй, 37 — безземельные) с татарским населением в количестве 317 человека приписных жителей и 134 — «посторонних», из которых 221 мужчина и 230 женщин. Жители владели 670 десятинами земли. В хозяйствах имелось 60 лошадей, 36 волов, 48 коров и 340 голов овец, свиней, или коз.
После установления в Крыму Советской власти, по постановлению Крымревкома от 8 января 1921 года, была упразднена волостная система и село вошло в состав Севастопольского уезда. 21 января 1921 года на территории Севастопольского уезда был создан Балаклавский район и Саватка вошла в новый район. По одним сведениям, Байдарский район существовал уже с декабря 1921 года, в который включили Саватку. По другим источникам — район был образован постановлением Крымского ЦИК и СНК 4 апреля 1922 года (во втором случае, дата почти совпадает с перенесением райцентра в Байдары — на сайте Севастопольского горсовета это 6 мая того же года). В 1922 году уезды получили название округов. 11 октября 1923 года, согласно постановлению ВЦИК, в административное деление Крымской АССР были внесены изменения, в результате которых был ликвидирован Байдарский и создан Севастопольский район и село включили в его состав. 10 сентября 1925 года, решением собрания граждан сельсовета, был разукрупнён Байдарский сельсовет и создан Скельский, в который вошла Саватка, с населением 373 человека. Согласно Списку населённых пунктов Крымской АССР по Всесоюзной переписи 17 декабря 1926 года, в селе Саватка, центре Саватского сельсовета Севастопольского района, числилось 108 дворов, из них 104 крестьянских, население составляло 487 человек, из них 482 татарина, 4 русских, 1 украинец, действовала татарская школа I ступени (пятилетка). На основании постановления Крымского ЦИКа от 15 сентября 1930 года был вновь создан Балаклавский район, теперь как татарский национальный и Саватку включили в его состав.
В 1944 году, после освобождения Крыма от фашистов, согласно Постановлению ГКО № 5859 от 11 мая 1944 года, 18 мая крымские татары были депортированы в Среднюю Азию. На май того года в селе учтено 495 жителей (113 семей), из них 484 человека крымских татар и по 6 русских и украинцев; было принято на учёт 82 дома спецпереселенцев. По другим данным из Саватки (колхоз им. Ворошилова) выселено 82 семьи, осталось 4 семьи. 12 августа 1944 года было принято постановление № ГОКО-6372с «О переселении колхозников в районы Крыма», по которому из Воронежской области РСФСР в Балаклавский район планировалось переселить 6000 колхозников — конкретно в село 62 семьи и в сентябре 1944 года в район уже прибыли 8470 человек (с 1950 года в район стали приезжать колхозники из Сумской области УССР). Указом Президиума Верховного Совета РСФСР от 21 августа 1945 года Саватка была переименована в Россошанку и Саваткский сельсовет — в Россошанский. С 25 июня 1946 года Россошанка в составе Крымской области РСФСР. По состоянию на 1 января 1953 года в селе было 52 хозяйства колхозников (167 человек). К 1954 году Россошанский сельсовет упразднили, слив с Родниковским и на тот год в Россошанке числилось 51 хозяйство и 185 жителей. 26 апреля 1954 года Севастополь, в составе Крымской области, был передан из состава РСФСР в состав УССР.
24 апреля 1957 года был упразднён Балаклавский район и сельсовет передан в состав Куйбышевского района Крымской области. Время упразднения сельсовета пока не установлено: на 15 июня 1960 года село уже числилось в составе Родниковского. Указом Президиума Верховного Совета УССР «Об укрупнении сельских районов Крымской области», от 30 декабря 1962 года Куйбышевский район упразднили и село передали в Бахчисарайский район, тогда же Россошанку подчинили Орлиновскому сельсовету. 1 января 1965 года, указом Президиума ВС УССР «О внесении изменений в административное районирование УССР — по Крымской области», Россошанка вновь передана из Бахчисарайского района в подчинение Балаклавскому. С 21 марта 2014 года в составе Севастополя аннексирована Россией.

## Известные уроженцы
Рает Алядинович Абдуллаев — ученый-экономист, доктор экономических наук, профессор.